# Верховина (пам'ятка природи)
Верхови́на — ботанічна пам'ятка природи місцевого значення в Україні. Розташована на території Тернопільського району Тернопільської області, за 1 км на захід від села Мшанець, у межах меліоративних систем в урочищі «Верховина». 
Площа — 2 га. Статус отриманий у 2005 році. Перебуває у віданні Мшанецької сільської ради.